# Eduardo Gonzalo
Eduardo Gonzalo Ramírez (Mataró, 25 augustus 1983) is een Spaans voormalig wielrenner.

## Carrière
Gonzalo begon zijn professionele wielerloopbaan in 2006 bij het Franse Agritubel. In zijn eerste profjaar boekte hij twee etappezeges in kleine Franse rittenkoersen.

## Belangrijkste overwinningen
2005
- Eindklassement Ronde de l'Isard d'Ariège (U23)

2006
- 3e etappe Tour Nord-Isère
- 3e etappe Circuit de Lorraine

## Resultaten in voornaamste wedstrijden
| Jaar | Ronde van Italië | Ronde van Frankrijk | Ronde van Spanje |
| ---- | ---------------- | ------------------- | ---------------- |
| 2006 |                  | 116e                |                  |
| 2007 |                  | opgave              |                  |
| 2008 |                  | 39e                 |                  |
| 2009 |                  | opgave              |                  |

| Jaar | Luik-Bast.‑Luik | Waalse Pijl | Parijs-Brussel |
| ---- | --------------- | ----------- | -------------- |
| 2006 |                 |             |                |
| 2007 | 69e             | 18e         | 74e            |
| 2008 |                 |             |                |
| 2009 |                 |             |                |